# Goffredo I de Girona
Goffredo Wifredo in catalano e Goffredo in spagnolo (Gerona, ... – dopo l'853) è stato prima visconte e poi conte di Gerona, dall'848 all'853.

## Origine
Era un nobile carolingio di cui non si conoscono gli ascendenti, probabilmente era di origine gota, come probabilmente lo erano quasi tutti i conti della regione.

## Biografia
Di Goffredo si hanno poche notizie.
Goffredo viene identificato con il visconte Goffredo di Girona menzionato nell'841, in un processo a Terradelles, vicino a Bàscara.
Fu nominato conte da Carlo il Calvo nell'assemblea di Narbona nell'ottobre 849 e ben presto riconosciuto a Girona nonostante l'attività del marchese Guglielmo II di Tolosa, figlio di Bernardo di Settimania, che aveva cercato di occupare la contea di Girona, nell'848.

Il 22 gennaio 850, Goffredo venne citato come conte di Girona in un altro processo, a Fonteta, nei pressi di Forallac.

Nell'estate di quello stesso anno, Girona fu attaccata dal leader musulmano Abd al-Karim ibn Abd al-Wahid ibn Mugit, alleato di Guglielmo II di Tolosa, ma resistette.
Probabilmente gli successe il conte di Barcellona Odalric verso l'853, anche se è possibile che abbia continuato a governare per alcuni anni fino all'862, quando Otgerio divenne conte di Girona.

## Discendenza
Di Goffredo I non si conoscono né il nome della moglie né alcuna discendenza.